# Naim Tërnava

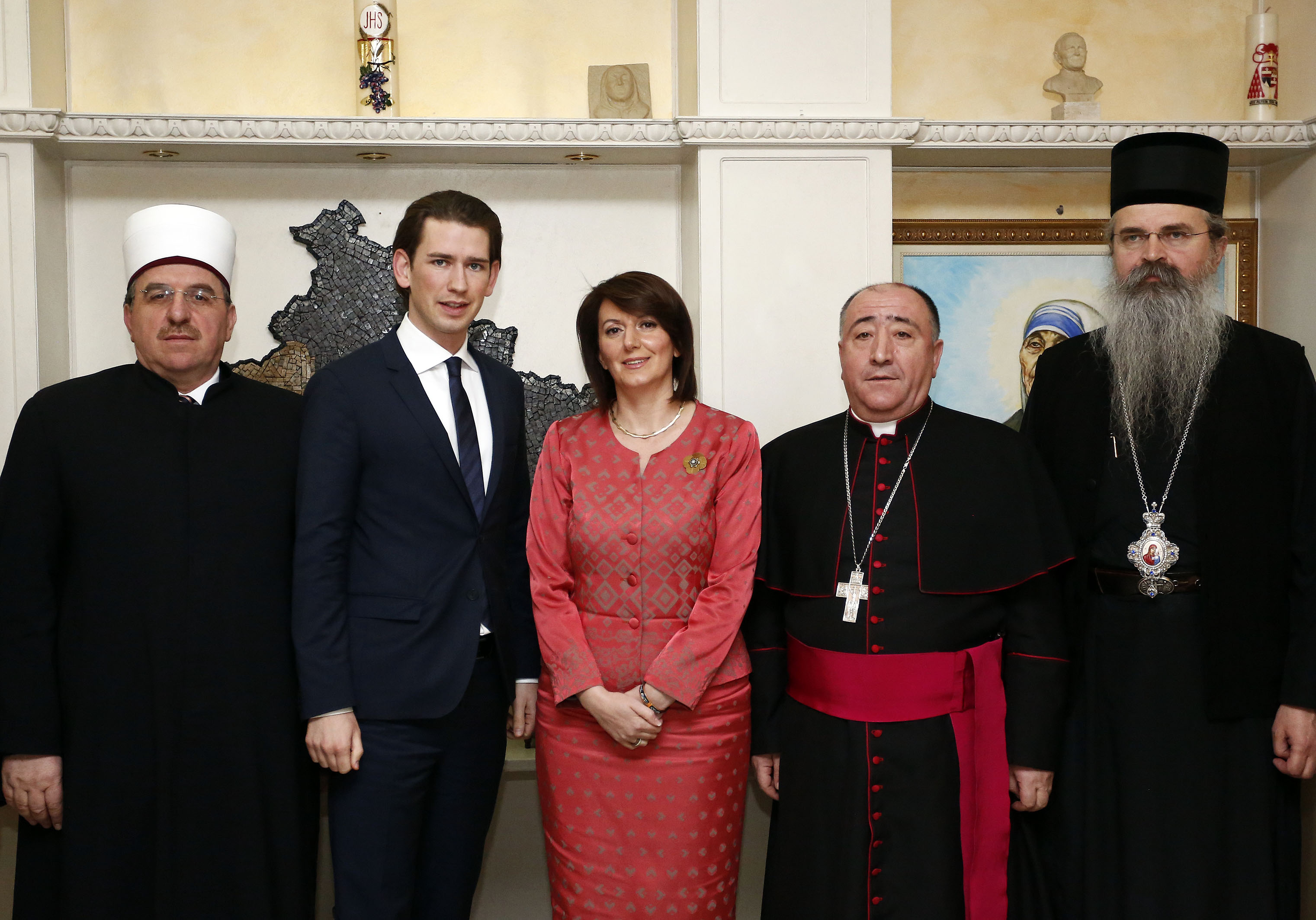
Tërnava (linksaußen) mit dem Außenminister Österreichs Kurz, der ehemaligen Präsidentin Jahjaga, Bischof Gjergji und dem serbisch-orthodoxen Bischof Šibalić

Naim Tërnava (* 7. Januar 1961 in Lismir bei Fushë Kosovë, SFR Jugoslawien, heute Kosovo) ist der Großmufti des Kosovo. Er war maßgeblich an der Gründung des Inter-Religious Council Organization for Interfaith Relations beteiligt. 2008 wurde er in der Sultan-Murat-Moschee in Pristina zum obersten Imam der Kosovo-Albaner gewählt. Seiner Inauguration wohnten die obersten Imame von Mazedonien (Suleyman Redzepi), Montenegro (Rifat Fejzic), Bosnien (Mufti Hussein Smajlic) und kosovo-albanische Würdenträger bei. Der Präsident der Islamischen Gemeinschaft Albaniens (Selim Muça) war abwesend.
Er war einer der 138 Unterzeichner des offenen Briefes Ein gemeinsames Wort zwischen Uns und Euch (engl. A Common Word Between Us & You), den Persönlichkeiten des Islam an „Führer christlicher Kirchen überall“ (engl. "Leaders of Christian Churches, everywhere …") sandten (13. Oktober 2007).
2009 wurde er in der Liste der 500 einflussreichsten Muslime des Prinz-al-Walid-bin-Talal-Zentrums für muslimisch-christliche Verständigung der Georgetown University und des Royal Islamic Strategic Studies Centre von Jordanien aufgeführt.